# Битва при Мегіддо (1918)
Битва при Мегіддо (тур. Megiddo Muharebesi, англ. Battle of Megiddo; 19 вересня 1918 — 1 листопада 1918) — битва Першої світової війни, яка відбулася в північній частині Османської Палестини. В англомовних джерелах також відома під назвою «Армагеддонська битва», а в турецькомовних джерелах — під назвами «Розгром у Наблусі» (тур. Nablus Hezimeti) і «Прорив у Наблусі» чи «Битва при Наблусі» (тур. Nablus Yarması). У радянській історіографії також знана як Палестинська операція.

## Перебіг
Союзний єгипетський експедиційний корпус, який складався переважно з британських, індійських, австралійських і новозеландських військ, а також невеликих французьких і вірменських контингентів, перейшли в наступ проти османської групи армій «Йилдирим» (в якій були німецькі підрозділи) після кількох місяців підготовки. Частина османських позицій були захоплені після піхотної атаки, яка була проведена після важкого артилерійського обстрілу. Індійські й австралійські підрозділи прорвали позиції османських військ і захопили вузли зв'язку в глибині османської оборони. Британські й австралійські літаки паралізували роботу штабу турецьких військ, що запобігло спробі османських військ вийти з оточення. Як тільки основні сили османських військ були ліквідовані, кінні війська Антанти й арабські повстанці досягли Дамаска, що призвело до закінчення бойових дій на фронті.

## Наслідки
Генерал Едмунд Алленбі, британський командувач єгипетських експедиційних сил, отримав звання першого віконта Алленби Мегіддо. Його діяльність під час цієї операції сприяла низьким втратам, на відміну від багатьох наступів під час Першої світової війни, і її високо оцінили в декількох роботах військові історики. Алленбі покладався на дезінформацію і несподіванку при наступі, а також масово використовував кавалерію й авіацію, що є рідкісним поєднанням взаємодії цих родів військ під час Першої світової війни. Він також залучив нерегулярні частини арабських повстанців попри відмінність політичних мотивів.
Союзні сили втратили 782 убитими, 382 зниклими безвісти та 4179 пораненими, втрати турків достеменно невідомі, але є значно більшими[скільки?].